# Eublemma basiplagata
Eublemma basiplagata là một loài bướm đêm trong họ Erebidae.